# 桜乃ゆいな
桜乃 ゆいな（さくらの ゆいな、1993年3月23日 - ）は、東京都出身のAV女優。LINX所属。

## 略歴・人物
2016年7月にデビューした長身で豊満な巨乳AV女優。
趣味・特技は、カフェ巡り・ゲーム・コスプレ。

## 出演作品

### アダルトDVD
2016年
- 夫に内緒ではじめてのパイズリ挟射 根元までズッポリ105cmIカップハーフ妻（7月13日、E-BODY）
- 《後輩から真っ先に相談される率毎年上位》 真面目で穏やかしかし実はスケベなのでは?!という噂のまだイッた事が無い「イク!」に憧れる女子社員4名による社内での破廉恥映像を発見!しかも内2名は真正中出しSEXを?!（8月18日、SODクリエイト）※「東綾乃」名義　他出演:神木恵美子、旗田かさね、川口聡美
- ムチムチ長身爆乳OL! ウブで奥手な腐女子OLがねっとり責めと巨根でガチイキ!（8月25日、ブロッコリー）
- 伊豆長岡温泉で見つけたお嬢さん タオル一枚 男湯入ってみませんか? ユーザー様リクエストNo.1の特別ミッション! 「男性客の股間にマッサージオイルを塗って自分の股間で揉みほぐしてあげる」 素股でドピュと大暴発スペシャル!!!（9月8日、SODクリエイト）※「るい」名義　共演:れいな　他出演:あん、まお、えりか、あきこ
- 眼鏡×首輪×爆乳 肛門科女医はドMいいなりメス奴隷（9月13日、チェリーズれぼ）
- ジム帰りの熟れムレ若妻に拘束電マ責め! 無防備なだらしない胸元・脇がそそる奥さま達の悶絶本気イキ潮吹き10連発! in世田谷（10月6日、SODクリエイト）他出演:彩奈リナ、湯本珠未、小谷みのり、早野いちか、福咲れん ほか
- 出会い系アプリでナンパしたセカンド彼氏募集中OLを貸切り風呂でオフパコ盗撮。無断AV発売（10月7日、ゲッツ!!）※「Y.S」名義　他出演:K.M、Y.N
- Jカップ105cm素人レイヤー 同人オフパコ撮影会（10月7日、山と空）※「Y.S」名義
- 人妻の無防備な胸チラにフル勃起しちゃった僕! ナンパして即ハメ中出し!!（10月7日、グリグリ）他出演:宮下華奈、二階堂ゆり、蓮実クレア、みおり舞、NOA、片瀬仁美、今藤霧子
- 身長差ヒロイン ドミネーション地獄（10月14日、GIGA）共演:青井いちご
- BWP インタージェンダー女勝ち Vol.01（11月4日、バトル）共演:春川せせら
- 2016年11月5日 BWPコンタクト開催記念スペシャルマッチ 春川せせら vs 桜乃ゆいな（11月4日、バトル）共演:春川せせら
- セレブ妻と即ハメ♥ オイルエステナンパ（11月4日、グリグリ）他出演:夏目レイコ、宮崎あや、広瀬うみ、佐山杏里、二階堂ゆり、生駒はるな、小池奈央、若槻みづな
- 巨乳イベントモデル淫交撮影会（11月18日、クリスタル映像）共演:彩奈リナ、浅美結花、月本愛
- 爆乳女子バレーボール選手が実業団のリーグ優勝を逃してスポンサーに肉体謝罪（11月18日、クリスタル映像）
- 種付け専用巨乳メイド 1対6 150分中出し 僕の子供を妊娠するために派遣されたメイドとの共同生活（11月25日、OPPAI）共演:二階堂ゆり、里美まゆ、愛咲えな、小坂みすず、成宮はるあ
- バトル同門決戦シリーズ　女子相撲 3（12月9日、バトル）共演:春川せせら

2017年
- 痴漢対策で護身術道場に通う女子は、スキだらけですぐ言いなりにw稽古中に密着セクハラしたところ…（1月13日、ゲッツ!!）他出演:二宮和香、夢野りんか
- この女、犯してやる…。 萌えあがる性欲に支配され、常に身を火照らせるIカップ巨乳OL 「もっと汚してっ!もっと輪姦してっ!」媚薬に狂い、性奴隷調教に身を染められて、連続絶頂に狂いまくる…。（1月25日、オーロラプロジェクト・アネックス）
- マジックミラー号 デカ尻素人人妻限定! 数年ぶりのブルマ着用! ブルマ越しのスマタで気持ち良くなって、ブルマの脇からおチ○ポの挿入!? 10人中6人SEX成功! オールブルマ発射!（2月2日、SODクリエイト）他出演:小泉沙彩、優希絵理奈、とみの伊織、成瀬まりか、羽生ありさ ほか
- 人妻100cm!!Icup! 発見! シロウト奥さん6年間SEXレス… チ○ポを挿れたくてAV出演! 中出ししちゃいました! はじめてのAV出演で巨根挿入! 何度も出し入れ悶絶メス顔!（3月1日、生貝）
- ゲスの極み温泉 貸切湯5組目（3月10日、フルセイル）
- 巨乳の母親、長女、次女、三女のマ○コを独り占め! 家庭内近親相姦王様ゲーム ひとり息子のエッチな命令に戸惑いながらも明るく近親相姦大乱交!!（3月18日、ROCKET）共演:二階堂ゆり、月本愛、斉藤みゆ
- 某風俗店店長から条件付きで買い取らされた風俗面接動画 面接にきた風俗未経験の巨乳人妻全員に中出しまでしてます。（4月6日、Mr.michiru）他出演:月本愛、羽月希、相澤ゆりな
- 脱法回春風俗店盗撮! ヌキ無し店に隠されたナマ本番・生中出しサービスの実態を隠しカメラで記録!（4月20日、Mr.michiru）他出演:あやね遥菜、はるのるみ
- 合法的公然わいせつ! 吊り革を掴んだままの痴漢 デリヘル嬢に立ちバックで生挿入!生中出し! 5（4月20日、Mr.michiru）他出演:羽月希、あやね遥菜、はるのるみ
- はだかの家政婦 全裸家政婦紹介所 桜乃ゆいな（5月1日、プラネットプラス）
- 沢井亮のハチャメチャ素人爆乳ナンパ もみもみGet You!(げっちゅ〜) #003（5月7日、桃太郎映像出版）他出演:栗原ゆい、若槻美香
- 旦那の居ぬ間に突撃交渉! 幼稚園に子供を送った帰りのママ友さんたち! 童貞くんと自宅で人生初の王様ゲームしてみませんか? 4 旦那とご無沙汰な欲求不満妻を独り占めでハメまくり!! 中出し放題!! 念願のハーレム筆下ろし大乱交 in品川区●●町●丁目●番地（5月7日、ディープス）※「えみこ」名義　共演:さやか、まいこ、なつみ、りか
- ガッチリ体型の女の子 ムチムチ、肉厚、巨乳の素人限定（5月25日、タマネギ）他2名出演
- 素人エロ体験告白&ヌード どスケベ過ぎる赤裸々H体験の数々240分（5月26日、S級素人）他出演:大場ゆい、羽月希、NOA、MIARNO、杏堂怜、愛華みれい、九条紗季 ほか
- 女子がTシャツやタンクトップ脱ぐときに『プリンっ』もしくは『ブルンっ』って飛び出るおっぱい。 その2（6月25日、タマネギ）他出演:彩奈リナ、今井ゆあ ほか
- 腹パンチ愛好家達の晩餐 Vol.11（6月30日、HARD BREAK）他出演:あゆな虹恋
- BWP バトルワールドプロレスリング Vol.08（7月7日、バトル）共演:七海ゆあ
- 思春期マセガキにエロいイタズラをされた美熟女兄嫁は逆に誘惑して痴女りながら強制中出しさせる!! 2（7月14日、MAGIC）他出演:二階堂ゆり、成海あすか
- 素人!! 母娘ナンパ中出し!! Vol 8（7月27日、グラフィティジャパン）他出演:RISA、花島瑞江、成海あすか、佳乃美冬、三嶋志津
- 海の家まるごと貸し切り! 日焼け巨乳ママ限定 ビーチで近親相姦 野球拳&王様ゲーム 2017 豪華両A面2本立て 孕ませ近親相姦 夏祭りスペシャル（8月1日、ROCKET）※「吉野」名義　共演:島田、立花、川越ゆい
- KARMAナンパ隊が行く! 北関東地方遠征! 田舎の海水浴場で水着女子をGETせよ! 海の家水着女子中出しナンパ 水着美人大量GETに大興奮!SP（8月13日、カルマ）他出演:今井まい、来栖らいち、桃宮もも、波木真由、本多恵、いろはめる ほか
- 嫁と姑のレズ相姦 3章（8月27日、グラフィティジャパン）共演:佳乃美冬　他出演:花島瑞江、RISA、成海あすか、三嶋志津
- 人妻妄想 ミニスカはみ尻パンチラ奥さんの誘惑ヒップライン （9月13日、カルマ）他出演:白川あまね、優希絵理奈、いろはめる、桃宮もも、石原ルリカ ほか
- 非現実的妄想劇場 アナタの願望叶えます! 「時間よ止まれ!」 もしも…時間を止められる超能力を使えたら？ 女だらけの女子校やオフィスに潜入して美少女JKや巨乳美人OLにたくさん中出ししちゃうぞ編（9月13日、カルマ）他出演:水谷杏、優希絵理奈、石原ルリカ ほか
- アラサー美女だらけの肉食シェアハウスで男はボクだけの中出しハーレム! 受験のため上京しシェアハウスに入居!しかしそこはアラサー美女だらけで男はボク1人の肉食シェアハウスだった!超美人だらけの環境で女性慣れしていないボクは超緊張!しかしなんだかチヤホヤされて勉強どころではありません。しかも、家の中でパンチラ胸チラ当たり前のエッチな誘惑だらけ!いつでもエッチを求められてしまい夢の中出しハーレムです!!（9月19日、Hunter）他出演:桜ちなみ、柊さき、阿川蘭、江上しほ、桃瀬ゆり、尾上若葉、今井ゆあ、本真ゆり、笹倉杏
- 10秒でイク、イク、イクーッ!! 超強力振動!完全拘束アクメチャリ HYPER電マサドル自転車 漏らして漏らして大量潮吹き!公園でお漏らしサイクリングなう!?（9月21日、ROCKET）他出演:澁谷果歩、浜崎真緒
- 買ったばかりのハンモックで寝ていたノーブラ巨乳姉のおっぱいがトコロテン状態! 思わず下からむしゃぶりついてシコっていたら今度は僕のオチ○チンが網目を突き破り…（9月21日、ROCKET）他出演:澁谷果歩、浜崎真緒
- 「ほら!今、先っぽ挿ったでしょう!?ダメダメ!それ以上早く動かすと本当に挿っちゃうからダメ!」 でもヌルヌルでズボ!結局、生挿入でうっかり生中出ししたらカニばさみロックで何度も中出し強要するド淫乱に豹変!! 2 超巨乳過ぎるボクの家庭教師はいつも谷間を隠さず常時見えてます!!童貞受験生のボクは勃起しまくっていたらバレてしまいヤバイと思ったけど正直にすべて話したら不憫に思った先生が「擦り付けるだけだったらいいよ」と言ってまさかの素股OK!!擦っていたら先生の股間がクチュクチュと音を立て濡れはじめて爆濡れ状態!調子に乗ってボクも腰を動かしたら「ダメ挿っちゃう!動かさないで!」と先生は言うけどでもボクも気持ちよくて動きを止められず結局ヌルっと生挿入!!しかもしっかりと生中出ししちゃいました!!調子に乗り過ぎて怒られると思ったらスイッチの入った先生はカニばさみで中出し強要する程のド淫乱に豹変!!結局何度も中に出させられちゃいました!!（10月7日、Hunter）他出演:尾上若葉、笹倉杏、霧島さくら、南まゆ
- OL全身女体観察 #3（10月13日、カルマ）他出演:塚田詩織、有坂つばさ、桂希ゆに、星川ういか、坂内里奈、神楽アイネ ほか
- 一般黒人男性×人妻OL ち○ぽが大きすぎて困っている日本在住の黒人男性が人妻OLにお悩み相談! 旦那の短小ち○ぽとは比べものにならない黒デカち○ぽの登場に恥じらいながらもご無沙汰マ○コは疼きだす! 子宮の奥まで届く未体験のガン突きセックスに激イキ合計52回!!（11月7日、ディープス）※「ゆきこ」名義　他出演:まい、みか、しょうこ
- 図書館パンストごと挿入 大量射精痴漢（11月7日、アパッチ）他出演:明海こう、永井みひな、花咲いあん ほか
- 関東圏某ベッドタウン○○市 △△町内会公民館 欲求不満な美人妻たちの昼下がりエロ婦人会ビデオ 2（11月13日、カルマ）他出演:本多恵、水谷杏、桃宮もも ほか
- 超絶倫巨乳淑女! 4 突然出来た義母は若くてスタイル抜群の30歳! いつも超無防備無警戒だからパンチラ胸チラ乳首チラしまくりでボクは毎日勃起しまくり!義母はまだまだ女盛りでヤリタイ盛りにも関わらず父親とはご無沙汰みたいで溜まりまくり!! ボクが勃起しているのに気づきわざと誘惑し始める義母はボクが童貞だと知ると我慢できなくなってボクのチ○ポに貪りついてきた!! とにかく義母は腰を振って腰を振って所構わずヤリまくってくるのです!ボクのチ○ポが勃起しなくなるまで何度も何度も中出しさせられちゃいました!!(※もう何度イカされたか分かりません!!)（12月7日、Hunter）他出演:澁谷果歩、推川ゆうり、羽月希 ほか
- ジャンクフードなハニーは探偵がお好き（12月13日、JUNKFOOD）
- 一般素人女性×プロAV男優 丸の内で働くムチムチ巨乳の眼鏡OLさんが一般人のフリしたデカチンAV男優の何度イっても絶対止めないガン突き無限ピストンでのけ反り大絶頂! 揺れて跳ねる大きなおっぱいと敏感乳首をこねくり回されたスケベなインテリOLは中出しだって拒めない!（12月19日、ディープス）他出演:斉藤みゆ、今井ゆあ、西園さくや

2018年
- 完全撮りおろし! 主観フェラ抜き体験8時間! Vol.4（4月13日、オーロラプロジェクト）他出演：椎名そら、向井藍、広瀬うみ、浅田結梨、桃井りの、河北はるな、柚木彩花、かなで自由 ほか
- 一般男女モニタリングAV 終電間際の社会人男女に突撃交渉! 人妻OLは後輩男子社員とラブホテルで2人っきりになったら旦那を忘れて1発10万円の連続射精セックスしてしまうのか!? 3 女上司の乱れた姿にフル勃起した後輩チ○ポと女を思い出した人妻オマ○コの同僚には秘密の…（5月19日、ディープス）
- 奥さんの心も肉体も奪いたい! 性的ストーカー（8月13日、ながえスタイル）他出演：相澤ゆりな、桃瀬ゆり

2019年
- セクシーアイドルプロレスリング VOL.1（1月1日、SILVER BIRCH）共演：原さくら
- セクシーアイドルレスリング MIXED ROUND 1（2月1日、SILVER BIRCH）共演：月本愛